# Магнитное обогащение полезных ископаемых
Магни́тное обогаще́ние поле́зных ископа́емых (англ. magnetic separation, magnetic concentration of minerals; нем. magnetische Aufbereitung f der Bodenschätze) — обогащение полезных ископаемых, основывающееся на действии неоднородного магнитного поля на минеральные частички с разной магнитной восприимчивостью и коэрцитивной силой.
Магнитным способом, используя магнитные сепараторы, обогащают железные, титановые, вольфрамовые и другие руды.

## История
Первый патент на способ магнитного обогащения полезных ископаемых (железной руды) был получен в Англии в 1792 году на имя Вильяма Фулартона. Промышленная реализация магнитного способа обогащения, главным образом для железняка, началась в конце XIX столетия. В Швеции Венстрем и Таге Мортзелл предложили сухой барабанный сепаратор с изменяемой полярностью. Аналогичный магнитный сепаратор был создан в Италии Пальмером в 1854 году. Широкое применение магнитной сепарации железняка началось в Швеции в начале XX столетия и было связано с разработкой Грендалем технологии барабанной сепарации для мокрого магнитного обогащения в 1906 году.

## Классификация процессов магнитного обогащения

Схема разделения изотопов урана с помощью мощного магнитного поля. На движущиеся в магнитном поле ядра атомов действует сила Лоренца: эта сила одинакова как для урана-235, так и для урана-238, но более тяжёлые ядра атомов урана-238 обладают бо́льшей инерцией, и поэтому движутся во внешнем потоке

По областям применения различают подготовительные, основные (собственно магнитное разделение) и вспомогательные процессы магнитного обогащения.
Подготовительные процессы:
- улавливание металлолома,
- намагничивание и размагничивание,
- магнитная агрегация.

Вспомогательные процессы:
- сгущение и обезвоживание,
- измельчение в магнитном поле.

В зависимости от величины магнитной восприимчивости материала магнитная сепарация разделяется на слабомагнитную и сильномагнитную, в зависимости от среды, в которой проводится разделение, — на мокрую и сухую.
По принципу использования магнитного поля процессы магнитного обогащения разделяют на прямые и комбинированные (непрямые). К прямым принадлежат процессы разделения в слабых и сильных полях, регенерации суспензий, извлечения металлолома, магнитного пылеулавливания, термомагнитной и динамической агрегации.
Непрямые процессы:
- магнитогидростатическая (МГС),
- магнитогидродинамическая (МГД) сепарация,
- сгущение материалов, которые предварительно прошли магнитную флокуляцию, сепарацию полезных компонентов, локализованных на магнитных носителях.

## Основы магнитного обогащения
Крупность обогащаемой руды — до 150 мм. Для увеличения контрастности магнитных свойств разделяемой смеси используют термообработку.
При магнитном обогащении на минеральное зерно в неоднородном магнитном поле действует магнитная сила {\displaystyle F_{\text{магн}}}, которая определяется формулой:
{\displaystyle {\bar {F}}_{\text{магн}}=\chi {\bar {H}}grad\left({\bar {H}}\right)}
где
{\displaystyle \chi } — удельная магнитная восприимчивость, {\displaystyle {\text{м}}^{3}/{\text{кг}}};
{\displaystyle {\bar {H}}grad\left({\bar {H}}\right)} — магнитная сила поля, {\displaystyle {\text{А}}^{2}/{\text{m}}^{3}}.
На результаты магнитной сепарации существенно влияет разница между удельными магнитными восприимчивостями {\displaystyle \chi _{1}} и {\displaystyle \chi _{2}} разделяемых зёрен, неоднородность поля сепаратора по величине магнитной силы и крупность частиц обогащаемого материала.
Отношение магнитных восприимчивостей разделяемых при обогащении рудных и нерудных зёрен {\displaystyle {\frac {\chi _{1}}{\chi _{2}}}} называется коэффициентом селективности магнитного обогащения.
Для успешного разделения минералов в магнитных сепараторах необходимо, чтобы величина коэффициента селективности магнитного обогащения была не меньше 3 — 5.
Соответственно классификации процессов магнитного обогащения различаются и аппараты, в которых происходят эти процессы:
- магнитные сепараторы,
- дешламаторы,
- магнитогидростатические сепараторы,
- магнитогидродинамические сепараторы,
- электродинамические сепараторы,
- железоотделители,
- металлоразделители,
- устрройства для размагничивания и намагничивания материалов.

Разделение минеральных частиц по магнитным свойствам может осуществлятья в трёх режимах:
- режим отклонения магнитных частичек характеризуется повышенной производительностью, но сниженой эффективностью процесса;
- режим удержания магнитных частичек характеризуется высоким извлечением магнитного компонента;
- режим извлечения магнитных частичек характеризуется высоким качеством магнитного продукта, но снижением его извлечения.

Современные магнитные сепараторы имеют эффективность разделения и производительность в 5-10 раз бо́льшую, чем образцы середины XX столетия. В сравнении с другими методами себестоимость магнитной сепарации для кусковых сильномагнитных материалов самая низкая, для мелкодисперсных — вторая после самого дешёвого метода винтовой сепарации. Производительность сепараторов для кусковых руд достигает 500 т/час, для тонкоизмельчённых сильномагнитных — 200 т/час, слабомагнитных — 40 т/час.
Перспективность магнитного обогащения обуславливается непрерывным интенсивным развитием технологии производства магнитных материалов и техники сильных магнитных полей, параметры которых постоянно улучшаются, а себестоимость обогащения снижается.